# ナジー・モハメド
ナジー・モハメド（Nazr Tahiru Mohammed, 1977年9月5日 - ）はアメリカ合衆国の元バスケットボール選手。イリノイ州シカゴ出身。NBAのオクラホマシティ・サンダーに所属していた。ポジションはセンター、パワーフォワード。208cm、114kg。

## 経歴

### カレッジ
ガーナからの移民の子として生まれ、大学はケンタッキー大学でプレイ。3年生の1998年にはNCAAトーナメントを制覇した。

### NBA

#### フィラデルフィア・76ers
1998年のNBAドラフトにてユタ・ジャズから1巡目29位指名を受け、直後にトレードされフィラデルフィア・セブンティシクサーズに入団。シクサーズ時代は怪我に悩まされたこともあり、いずれのシーズンも出場試合数は30試合以下で、出場時間も極短いものであり、目だった成績は残せなかった。そして3年目となる2000-2001シーズン中にアトランタ・ホークスに移籍する。ホークスでは先発に起用され、出場時間は4倍近くに増えた。移籍後28試合のアベレージは12.3得点9.0リバウンドと飛躍的に個人成績を伸ばし、5割台だったフリースロー成功率も7割台に乗せるなど、大きくステップアップを果たした。しかし2002-2003シーズンには再び怪我で47試合を欠場し、個人成績はシクサーズ時代の水準にまで落ち込んだ。

#### ニューヨーク・ニックス
2003-2004シーズンにニューヨーク・ニックスへ移籍。ニックスでキャリアを復活させたモハメドは、そのシーズンのニックスの3年ぶりのプレイオフ進出に貢献した。

#### サンアントニオ・スパーズ
2004-2005シーズン途中にマリック・ローズとのトレードでサンアントニオ・スパーズに移籍した。
レギュラーシーズン中に加入したスパーズではラーショ・ネステロヴィッチの控えとしてプレイしていたが、プレイオフでは全試合で先発として起用された。チームの大黒柱であるティム・ダンカンをサポートし、スパーズはNBAファイナル制覇を果たした。
スパーズでは2シーズンプレイした。

#### デトロイト・ピストンズ
フリーエージェントとなったモハメドは、デトロイト・ピストンズに移籍した。ピストンズは2006-2007シーズン前に、大黒柱のベン・ウォーレスを失っており、モハメドには彼の後釜としての役割を求められたが、シーズン中にクリス・ウェバーを獲得したことで、モハメドは先発の座を奪われ、その後はウェバー、アントニオ・マクダイスに次ぐ3番手センターの座に甘んじた。結局ピストンズでは満足のいくプレイができなかった。

#### シャーロット・ボブキャッツ
2007年12月14日、プリモス・ブレゼッチ、ウォルテル・エルマンとの交換でシャーロット・ボブキャッツにトレードされた。

#### オクラホマシティ・サンダー
2011年2月24日、D・J・ホワイト、モリス・ピーターソンとのトレードでオクラホマシティ・サンダーに放出された。

#### シカゴ・ブルズ
2012年7月27日、シカゴ・ブルズに移籍。2015年までプレーし、同年10月に一度引退を表明した。

#### 現役復帰
2016年3月4日、オクラホマシティ・サンダーと契約し、現役に復帰した。